# Louis Antoine de Ruffi
Pour les articles homonymes, voir Ruffi.
Louis Antoine de Ruffi, né à Marseille le 30 décembre 1657 et mort le 26 mars 1724, est un historien de la Provence et de Marseille.

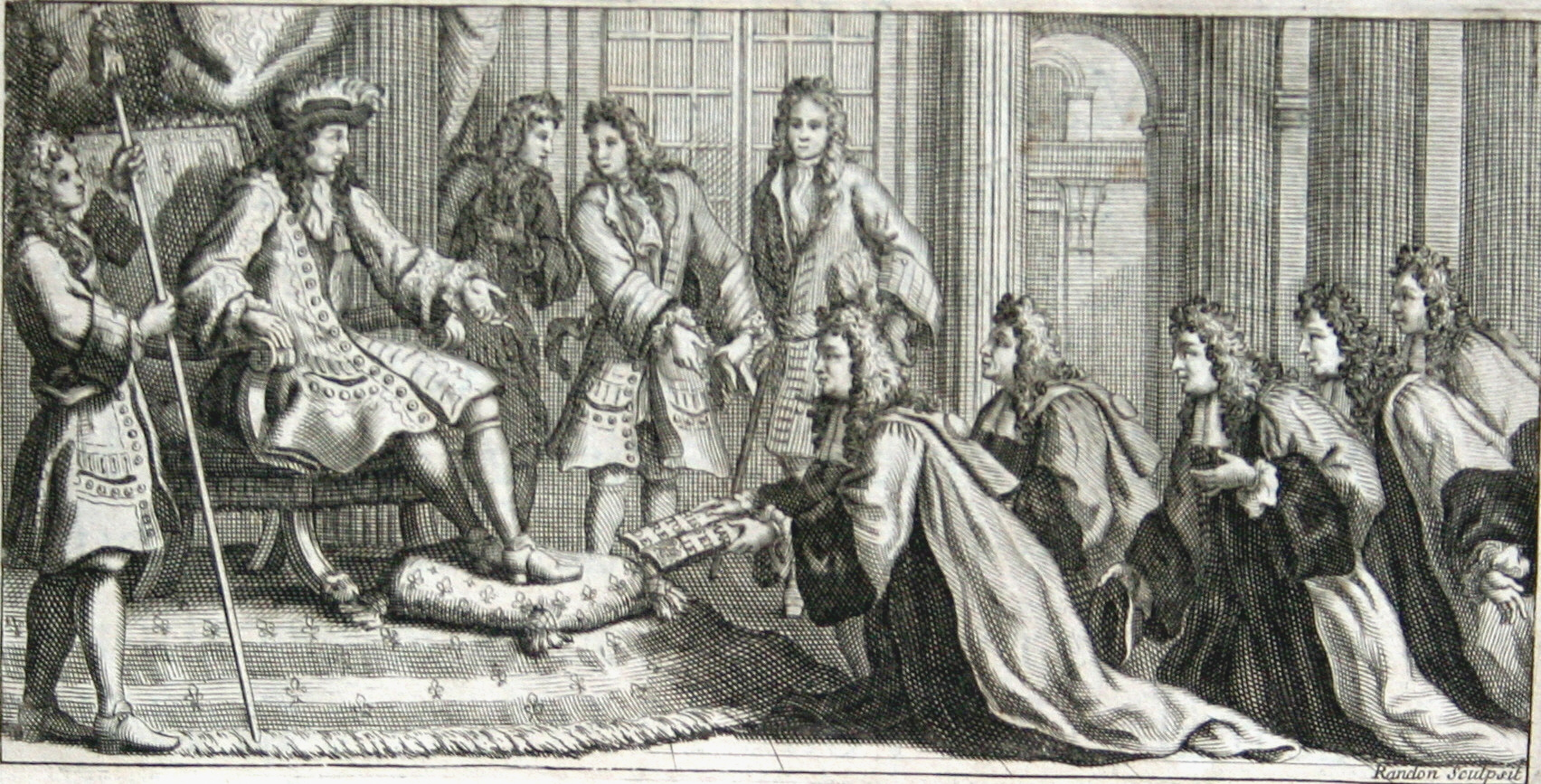
Les échevins remettant à Louis XIV L'histoire de Marseille.

## Biographie
Fils d'Antoine de Ruffi et de Claire de Cipriani, il suit ses études au collège de l'Oratoire. 
Il épousa en 1688 Jeanne de Seigneuret dont il a 5 enfants : Claire-Jeanne épouse Jacques d'Ortigue ; Madeleine-Théodore, épouse David Guiraud, ingénieur en chef des fortifications de Toulon ; Pierre-Antoine, mort à 6 ans ; François-Joseph, époux de Claire de Garnier ; et Marie-Thérèse, religieuse.
Il est nommé recteur de l'œuvre des pauvres enfants abandonnés en 1692. Ayant refusé de payer une taxe à laquelle il estime ne pas être tenu, il est exilé à Castelnaudary par lettre de cachet du 13 septembre 1695. Il ne peut regagner Marseille qu'après avoir adressé une supplique à Pontchartrain, alors intendant général des finances.
Il est nommé membre du bureau de l'hôpital  de Saint Lazare le 28 octobre 1697 et le 10 novembre suivant il devient l'un des douze directeurs pour l'agrandissement de la ville de Marseille.
Il donne une seconde édition très augmentée de l'histoire de Marseille réalisée par son père Antoine. Sur proposition du premier échevin Jean Bazan, le conseil municipal délibère le 22 août 1695 pour faire contribuer la ville aux frais de l'édition en payant à l'imprimeur Henri Martel la somme de 600 livres à titre de don et celle de 400 livres comme une avance remboursable dans 8 mois.
Frappé d'une hémiplégie en 1720, il meurt le 26 mars 1724 et est enseveli en l'église collégiale des Accoules dans le tombeau de ses ancêtres.

## Œuvres
- Histoire de la ville de Marseille, contenant tout ce qui s'est passé de plus mémorable depuis sa fondation, durant le temps qu'elle a été république & sous domination des Romains, Bourguignons, Visigots, Ostrogots, Rois de Bourgogne, Vicomtes de Marseille, Comtes de Provence & de nos Rois très chrétiens, Marseille, Éditions Henri Martel, 1696
- Dissertations historiques et critiques sur l'origine des comtes de Provence, de Venaissin, de Forcalquier, et des vicomtes de Marseille, Marseille, Chez la veuve de Henry Brebion, 1712
- Histoire de Saint Louis, évêque de Toulouse, Avignon, 1714